# 木村那津美
木村 那津美（きむら なつみ、1992年10月18日 - ）は、広島テレビ放送 (HTV) の女性アナウンサー。広島県広島市出身。

## 経歴・人物
広島市立段原中学校、広陵高等学校、広島女学院大学文学部日本語日本文学科卒業。大学時代の2013年にはひろしまフラワーフェスティバルのPRを行う「フラワークイーン」を務めた。また、広島テレビの朝の情報番組『ZIP!』内のローカル天気予報コーナー「ひろしまお天気美人」で女子大生天気キャスターも務めた。なお、自身最後の登場回では、山口のテレビ局でアナウンサーになることを報告した。
2015年4月、テレビ山口に入社（同期は五十川裕明）。定時ニュースの他、情報番組を多く担当すした。
趣味は、アニメ・漫画。特技は耳を折り畳めること。モットーは、『なるようになる』『悠々自適』。
週刊FLASH 2024年11月26日号掲載の「全国地方局の女性アナウンサー人気ランキング」で中国・山陰1位を受賞した。
2025年2月15日の『ちぐまや家族plus』内で、同年3月末でのtys退社を発表し、同年4月からは故郷の広島でアナウンサーの活動を続けたいとの旨を報告。その後、同年3月29日の『ちぐまや家族plus』内で、同年4月から広島テレビに入社することを報告。移籍後は、4月2日の『テレビ派』コーナー「街かど脳トレ」で初出演。

## 現在の担当番組
- 広テレNews（シフト勤務）
- 全国ニュース番組に内包のローカルニュース（シフト勤務）
  - NNNストレイトニュース（全曜日）
  - news every.（土曜日）
  - 真相報道 バンキシャ!（日曜日）
- てっぺん（2025年4月18日[7] - ）MC

## 過去の担当番組
広島テレビ
- 奥田と吉川 オーチーコーチーの遠くて近い広島（2025年8月10日、広島テレビ発 日本テレビ系全国28局ネット[8]）アナウンサー

テレビ山口時代（2015年4月 - 2025年3月）
- ちぐスマ！（月曜担当）
- tysニュース（主に金曜日昼）
- mix[1]
- 大好き！やまぐち[1]
- 週末ちぐまや家族 → ちぐまや家族plus[1]
- ちぐまや家族plus²[1]
- tysニュースタイム[3]

ほか。